# Taylor Twellman
Taylor Timothy Twellman (ur. 29 lutego 1980 w Minneapolis w stanie Minnesota w USA) — amerykański piłkarz, reprezentacyjny napastnik Stanów Zjednoczonych i jednocześnie zawodnik klubu New England Revolution z amerykańskiej ligi piłki nożnej Major League Soccer. Gra z numerem 20.
W 1998-99 grał w młodzieżowym klubie Maryland. W roku 1999 podpisał kontrakt z niemieckim klubem TSV 1860 Monachium. Grał tam w rezerwach do 2002 roku. Od 2002 roku rozpoczął grę w amerykańskim klubie New England Revolution oraz reprezentacji Stanów Zjednoczonych, z którą w 2007 roku wygrał Złoty Puchar CONCACAF 2007.
W 2005 roku został wybrany przez dziennikarzy sportowych piłkarzem miesiąca września MLS oraz zdobył tytuł króla strzelców sezonu zasadniczego, a w nagrodę otrzymał Złotego Buta ufundowanego przez koncern piwowarski Budweiser.